# Phantom Thread
Phantom Thread (titulada El hilo fantasma en Hispanoamérica y El hilo invisible en España) es una película estadounidense de romance y drama de 2017, escrita, fotografiada, dirigida y producida por Paul Thomas Anderson. Está protagonizada por Daniel Day-Lewis, Lesley Manville y Vicky Krieps.
La cinta fue incluida entre las diez mejores películas del año por el National Board of Review. Además, fue nominada en seis categorías de los premios Óscar, incluidas mejor película, mejor director, mejor actor por Daniel Day-Lewis, y mejor actriz de reparto por Lesley Manville. En los premios Globo de Oro, Phantom Thread fue nominada en las categorías de mejor actor - drama y mejor banda sonora.

## Argumento
En 1954, Londres, el diseñador de moda Reynolds Woodcock (Daniel Day-Lewis) crea vestidos para miembros de la alta sociedad. Su carisma se corresponde con su personalidad obsesiva y controladora. Cyril (Lesley Manville), su hermana, maneja las operaciones diarias de su casa de moda y tiene una influencia significativa sobre su vida. El supersticioso Reynolds es perseguido por la muerte de su madre, y a menudo cose mensajes ocultos en los forros de los vestidos que hace.
Después de diseñar un vestido nuevo para un cliente venerado, la condesa Henrietta Harding (Gina McKee), Reynolds visita un restaurante en el campo y se interesa por una camarera extranjera, Alma Elson (Vicky Krieps). Reynolds le pide que cene con él, y ella acepta. Su relación se desarrolla, y ella se muda con él, convirtiéndose en su modelo, musa y amante. Cyril inicialmente desconfía de Alma pero llega a respetar su obstinación y determinación.
Al principio, Alma disfruta ser parte del trabajo de Reynolds, pero demuestra ser distante, difícil de complacer y excesivamente quisquilloso. Comienzan a pelear. Cuando Alma intenta mostrar su amor por Reynolds preparando una cena romántica para dos, arremete y dice que no tolerará las desviaciones de las rutinas que ha trabajado duro para perfeccionar. Alma toma represalias envenenando el té de Reynolds con hongos silvestres reunidos fuera de su casa de campo. Mientras prepara un vestido de novia para una princesa belga, Reynolds se derrumba y daña el vestido por lo que su personal trabaja toda la noche para repararlo. Se enferma gravemente y tiene alucinaciones de su madre. Alma lo cuida hasta que recupera la salud y Reynolds le pide que se case con él; ella acepta.
Después de una breve luna de miel, Reynolds y Alma pronto comienzan a discutir nuevamente. Cyril le revela a Reynolds que la condesa ahora es cliente de una casa de moda rival, y sugiere que sus diseños clásicos han comenzado a parecer obsoletos. Cuando Reynolds siente que su trabajo está sufriendo, concluye que puede ser hora de romper con Alma, quien escucha la conversación.
En la casa de campo, Alma responde haciéndole a Reynolds un omelette envenenado. Mientras mastica su primer mordisco, ella le informa que lo quiere débil y vulnerable con solo ella para cuidarlo. Reynolds se traga la tortilla y le dice que lo bese. Mientras Reynolds yace enfermo, Alma imagina su futuro con niños, una vida social rica y su gestión del negocio de la confección como socia. Ella reconoce que si bien puede haber desafíos por delante, su amor y su nuevo arreglo pueden superarlos.

## Reparto
- Daniel Day-Lewis como Reynolds Woodcock.
- Vicky Krieps como Alma Elson.
- Lesley Manville como Cyril Woodcock.
- Camilla Rutherford como Johanna.
- Gina McKee como Condesa Henrietta Harding.
- Brian Gleeson como  Dr. Robert Hardy
- Harriet Sansom Harris como Barbara Rose.
- Lujza Richter como Princesa Mona Braganza.
- Julia Davis como Lady Baltimore.
- Nicholas Mander como Lord Baltimore.
- Philip Franks como Peter Martin.
- Phyllis MacMahon como Tippy.
- Silas Carson como Rubio Gurrerro.
- Richard Graham como George Riley.
- Martin Dew como John Evans.
- Ian Harrod como Secretario.
- Jane Perry como Sra. Vaughan

## Recepción

### Crítica
Phantom Thread ha recibido reseñas positivas de parte de la crítica y de la audiencia. En el portal de internet Rotten Tomatoes, la película posee una aprobación de 91%, basada en 269 reseñas, con una calificación de 8.5/10, mientras que de parte de la audiencia ha recibido una aprobación de 70%, basada en 5789 votos, con una calificación de 3.6/5.
La página Metacritic le ha dado a la película una puntuación de 90 de 100, basada en 51 reseñas, y señala que ha recibido "aclamación universal". En el sitio IMDb, los usuarios le han dado una puntuación de 7.8/10, sobre la base de 39 113 votos.

### Premios y nominaciones
| Premio               | Categoría                           | Nominados                                                        | Resultado |
| -------------------- | ----------------------------------- | ---------------------------------------------------------------- | --------- |
| Premios Óscar        | Mejor película                      | JoAnne Sellar, Paul Thomas Anderson, Megan Allison y Daniel Lupi | Nominado  |
| Premios Óscar        | Mejor director                      | Paul Thomas Anderson                                             | Nominado  |
| Premios Óscar        | Mejor actor                         | Daniel Day-Lewis                                                 | Nominado  |
| Premios Óscar        | Mejor actriz de reparto             | Lesley Manville                                                  | Nominada  |
| Premios Óscar        | Mejor banda sonora                  | Jonny Greenwood                                                  | Nominado  |
| Premios Óscar        | Mejor vestuario                     | Mark Bridges                                                     | Ganador   |
| Premios Globo de Oro | Mejor actor - Drama                 | Daniel Day-Lewis                                                 | Nominado  |
| Premios Globo de Oro | Mejor banda sonora                  | Jonny Greenwood                                                  | Nominado  |
| Premios BAFTA        | Mejor actor                         | Daniel Day-Lewis                                                 | Nominado  |
| Premios BAFTA        | Mejor actriz de reparto             | Lesley Manville                                                  | Nominada  |
| Premios BAFTA        | Mejor banda sonora                  | Jonny Greenwood                                                  | Nominado  |
| Premios BAFTA        | Mejor diseño vestuario              | Mark Bridges                                                     | Ganador   |
| Premios Sant Jordi   | Mejor actriz en película extranjera | Vicky Krieps                                                     | Ganadora  |